# Aristida pittieri
Aristida pittieri är en gräsart som beskrevs av Johannes Jan Theodoor Henrard. Aristida pittieri ingår i släktet Aristida och familjen gräs.
Artens utbredningsområde är Venezuela. Inga underarter finns listade i Catalogue of Life.